# Базелски сабор
Базелски сабор је црквени сабор који се састајао од 1431. до 1449. године, прво у Базелу у Швајцарској, а од 1448. у Лозани.
Сабор је сазвао папа Мартин V 1431. године да у намерии да реформише цркву, реши војни сукоб са Хуситима и уједини Католичку и Православну цркву. У стварности, сабор се претворио у борбу између папе и савета за врховну власт. 
Сабор у Базелу одржан је у контексту дубоког пада папства, изазваног такозваном западном шизмом, и успесима раног реформског покрета. На Базелском сабору се развила борба са папством присталица покрета који је бранио идеју о превласти Весељенских сабора над влашћу папа.
Сабор је потврдио одлуку Констанског сабора (1414-1418) о примату Васељенских сабора над папом, најавио укидање низа дажбина у корист папске курије (посебно су укинуте аната), редовно сазивање покрајинских сабора и слобода црквених избора.
Победе хусита у Чешкој приморале су Базелски сабор на компромис са умереним хуситима – „Чашњицима“ (са њима су 1436. закључени Базелски споразуми).
Папа Евгеније IV (1431-1447), који није признавао одлуке Базелског сабора, објавио је његово распуштање, а 1438. године, насупрот Базелском сабору, сазвао сабор у Ферари, који је 1439. премештен у Фиренцу.
Сабор у Базелу 1439. године објавио је смену Евгенија IV и изабрао војводу од Савоја Амедеа VIII за папу под именом Феликс В (касније признат као антипапа).
Прелазак на страну Евгенија IV многих европских суверена који су раније подржавали Базелски сабор, слабљење престижа сабора, напуштеног од већине његових чланова, довело је до пораза присталица саборног покрета.
Сабор, пренет у Лозану 1448. године, признао је 1449. новог папу, Николу V (1447-1455), и најавио његово распуштање. Деловање Базелског сабора подрило је ауторитет Католичке цркве и отворило пут реформацији 16. века.
На сабору је чествовало 14 епископа и опата, не рачунајући обично свештенство. Један од важнијих закључака овог сабора је давање предности бројнијем свештенству од мање бројних епископа. Овакву одлуку подржали су принчеви и велики хуманиста Никола Кузански. Папа је под притиском немачког двора и тешком политичком ситуацијом са Италијом 15. децембра. 1433. издао булу којом је признао одлуке сабора. Овим сабором су решена питања именовања кардинала и остали послови Курије. 1437. дошло је до коначног прекида са Православном црквом. Како је Папа желео седиште у Италији, папа Евгеније IV је пребацио сабор у Ферару, док су они који су се томе супротставили, остали у Базелу. Супротставили су се Папи као јеретику и изабрали Амадеа VIII од Савоје као антипапу (Феликс V) 1439. године. Обнова шизме коштала је сабор угледа, и сви су постепено признали власт Евгенија. 1448. Сабор је премештен из Базела у Лозану где је Феликс V абдицирао и 1449. признао власт папе Николе V.